# 24時間テレビ42 愛は地球を救う
『24時間テレビ42 「愛は地球を救う」 人と人〜ともに新たな時代へ〜』（24じかんテレビ42 「あいはちきゅうをすくう」 ひととひと〜ともにあらたなじだいへ〜）は、日本テレビにて2019年8月24日（土曜）18:30 - 8月25日（日曜）20:54（JST）まで生放送された42回目となる『24時間テレビ』である。

## 概要
「令和」では初の放送。メイン会場は本来であれば日本武道館だが、2019年世界柔道選手権大会の開催と2020年東京オリンピック・パラリンピックに向けた改修工事で日本武道館が使用できないためメイン会場を両国国技館に移して行われた。日本武道館以外での開催は、日本武道館を押さえることができず東京ビッグサイトで開催された2009年（第32回）以来、10年ぶりである。
この年は「世界の果てまでイッテQ!」や「嵐にしやがれ」の制作陣を中心としたスタッフ構成であったため、これらに関わる演者も多く出演している。

## 出演者
※グループ名・所属は基本的に当時のもの

### 総合司会
- 羽鳥慎一
- 水卜麻美（日本テレビアナウンサー）

※羽鳥は前年に引き続き9年連続9回目、水卜は前年に引き続き6年連続6回目

### メインパーソナリティー
- 嵐
  - 大野智
  - 櫻井翔
  - 相葉雅紀
  - 二宮和也
  - 松本潤

※嵐としては2013年以来6年ぶり5回目の担当。櫻井は2017年以来2年ぶり6回目、大野・相葉・二宮・松本の4人は2013年以来6年ぶり5回目の担当。

### チャリティーパーソナリティー
- 浅田真央

※浅田は初担当。

### サポーター
- 徳光和夫

※徳光は前年に引き続き7年連続7回目

### マラソンランナー
- 近藤春菜（ハリセンボン）
- よしこ（ガンバレルーヤ）
- 水卜麻美
- いとうあさこ

## 企画・コーナー

### タイムテーブル
| 時間            | コーナー名                                    |
| --------------- | --------------------------------------------- |
| 8月24日 18:30 - | 24時間テレビ PART.1                           |
| 18:30 -         | オープニング                                  |
| 18:45 -         | 復興の和太鼓                                  |
| 19:10 -         | スイス・アルプス登山                          |
| 19:17 -         | 国技館100人ダンス                             |
| 19:48 -         | あなたの会いたい人                            |
| 20:20 -         | 24時間駅伝 のランナー発表＆スタート           |
| 20:30 -         | 視覚障がいの少年が挑む1500m走                 |
| 20:53 -         | 羽生結弦と松任谷由実のコラボ                  |
| 21:20 -         | 24時間テレビドラマスペシャル『絆のペダル』    |
| 23:20 -         | 嵐にしやがれ 24時間テレビ生スペシャル         |
| 8月25日 1:00 -  | 二宮和也のあの人に会いたくない                |
| 1:45 -          | 24時間テレビ PART.2                           |
| 2:50 -          | 深夜の生しゃべくり007                         |
| 4:30 -          | 24時間テレビ PART.3                           |
| 4:30 -          | 日本全国復活ズームイン!!朝!                   |
| 6:43 -          | NNNニュースサンデー                           |
| 6:55 -          | 24時間テレビ PART.4                           |
| 7:05 -          | 高橋尚子と小出義雄監督の絆                    |
| 7:40 -          | 人と人世界記録チャレンジ                      |
| 7:50 -          | 白血病と闘う双子                              |
| 8:08 -          | 24時間駅伝                                    |
| 8:10 -          | IKKOの人生を変えた恩人                        |
| 8:15 -          | オリンピックの聖火台                          |
| 8:30 -          | 義手の野球少年                                |
| 8:50 -          | 人と人チャレンジ                              |
| 9:00 -          | 日本列島ダーツの旅                            |
| 9:33 -          | 24時間駅伝                                    |
| 9:43 -          | 風の電話                                      |
| 10:05 -         | 新たな時代のテクノロジー                      |
| 10:23 -         | あなたの会いたい人                            |
| 10:36 -         | 二宮和也と11年前に出会った水泳少年は今        |
| 10:48 -         | 人と人チャレンジ                              |
| 10:55 -         | 錦江湾遠泳部                                  |
| 11:10 -         | 日本列島ダーツの旅                            |
| 11:17 -         | NNNストレイトニュース                         |
| 11:27 -         | 24時間テレビ PART.5                           |
| 11:30 -         | 遠藤憲一の俳優人生を変えた恩人                |
| 11:40-          | 人と人世界記録チャレンジ しずちゃんと優しい鬼 |
| 12:27 -         | 24時間テレビ PART.6                           |
| 12:34-          | 嵐×高校生ブラスバンド甲子園！                 |
| 12:50 -         | 錦江湾遠泳部                                  |
| 13:20 -         | 浅田真央が伝える                              |
| 13:35 -         | 土屋太鳳さんの登山企画                        |
| 13:44 -         | 夢の野球大会                                  |
| 14:05 -         | 錦江湾遠泳部                                  |
| 14:09 -         | 24時間駅伝                                    |
| 14:24 -         | 新しいバリアフリーの形                        |
| 14:42 -         | 嵐＆ジャニーズJr.メドレー                     |
| 14:56 -         | 釣って潜って学海洋問題                        |
| 15:15 -         | 謎解きブームの仕掛け人 松丸亮吾               |
| 15:32 -         | 人と人チャレンジ                              |
| 15:45-          | 錦江湾遠泳部                                  |
| 15:52-          | 高校サッカーロッカールーム                    |
| 16:08 -         | 錦江湾遠泳部                                  |
| 16:17 -         | 半身まひの少女の挑戦                          |
| 16:38 -         | 日本列島ダーツの旅                            |
| 16:54 -         | NNNニュース                                   |
| 16:59 -         | 24時間テレビ PART.7                           |
| 16:59 -         | 黒柳徹子がコラボで大合唱                      |
| 17:30 -         | チャリティー笑点                              |
| 18:30 -         | 日本列島ダーツの旅                            |
| 18:49 -         | 熱血スポーツアートパフォーマンス              |
| 19:11 -         | 櫻井翔と11年前に出会った難病少年は今          |
| 19:30 -         | タップパフォーマンス                          |
| 20:00 -         | 24時間駅伝                                    |
| 20:03 -         | 日本列島ダーツの旅                            |
| 20:10 -         | フィナーレ                                    |

## スタッフ
24時間テレビ42「愛は地球を救う」
- 技術統括：山口裕司
- 美術統括：大川明子
- 総合TD：林英毅
- マイクロプラン：小峰祐司
- 音声プラン：瀧島要介
- 本社VTR︰池田留美、小野塚浩
- SDC・SOC︰小山龍一、松下達也、茂木昭宏、吉田義明、新田海
- CVセンター︰藤井陸、伊藤充彦、永井裕、秦優貴
- マスター︰森秀人、井上大介、松澤覚祥、千葉季範、有馬夏海、藤本和昭
- 放送進行︰清水優、安藤千晶、石川拓人
- 回線ブッキング：林綾子、知念愛香、加藤崇行
- 電話回線設備︰前島聡、浅川彦四郎、渋澤英司、石中史彦、中村和正、吉野浩平
- CGデザイン：堀江隆臣、水落功真、野村俊介、山岸龍、里英樹、高木陽基、高橋弘明、白鳥優莉、日野裕介、坂口剛謙、園田悠之佑、篠田貴之
- テロップ︰山田昌弘、山本修平、佐久間丈貴、橋田可奈子、橋本千鶴、齋藤さやか
- 宣伝部：石尾純、笠原陽介、鈴木将大、斉藤由美
- 編成：田中俊光、齊藤久志、黄木美奈子、関根龍太郎、鶴田史隆
- ネットワーク：河本香織、梶田昌史
- 技術協力：NiTRO
- 美術協力：日テレアート

警備本部
- - 警備本部：栗田文恵、黒田努、中田洋、佐々木明、油浦佑、大河敏一、大江志都道
  - 副本部長：金子茂、渡邉修三
  - 本部長：草間嘉幸

告知
- - 演出：前田大輔
  - プロデューサー：貝山京子、草場千恵、武井陽介
  - カメラ：奥村誠久
  - ディレクター：坂本侑哉
  - AP：蒲生晃太、村岡克紀

PR事前番組
- - プロデューサー：小江翼、深谷圭二、佐藤雄、伊藤実枝子、所俊輔、長嶺望、平井秀和
  - AP：吉田翔、星拓馬、川原三穂、斉藤陽子
  - デスク：岩渕里菜
  - 演出：鈴木潤一郎、三井利行

チャリTシャツ
- - デザイナー：大野智
  - プロデューサー：杉山直樹

デジタルコンテンツ
- - 制作統括：長島慎祐、山浦梨香

〔WEB〕
- - 統括：皆川陽介、新津沙央理、江藤隆之祐
  - 制作：竹田有花、加藤美帆、鈴木小織、渡邉香、青山大介、井上由美子
  - システム：高木亮輔、山村真央、堀池千晶
- 〔SNS〕：崎田浩介、市來孝人、木島敬
- 〔インターネット募金〕：財津功靖、小島健、福田拓未

〔データ放送〕
- - 統括：藤澤美郷、稲福祥子
  - 技術：土居清之、伊藤弘樹、三ツ谷浩樹、馬渕裕太
  - 制作：宮武瑞枝、茂住彩織、下迫直樹

日産チャリティーイベント
- - 特別協賛：日産自動車
  - 演出：田村幸大
  - プロデューサー：笹木哲、山口敦司、藤田志帆
  - TD：飯島章夫
  - SW：大谷アグリ
  - カメラ：海野亮
  - MIX：日下部巌
  - VE：渥美淳
  - 照明：池長正宏
  - 音響：嶋村正勝
  - 音効：高橋秀治
  - モニター：久保和也
  - AP：豊田侑吏恵、本山ひかる
  - ディレクター：川口順也、西岡伊吹、小見早苗

汐留本社S1サブ放送本部
- - SW：高田憲一、三井隆裕、後村武、岩本茂、鈴木健司、松嶋賢一
  - 音声：星野正樹、梓沢曜平、中野裕介、瀧健太郎、辻直哉、依田真和
  - 調整：田口徹、三橋崇弘、尾山直樹、天内理絵
  - VTR出しディレクター：佐藤伸一、星野隆夫、島袋みさと
  - TK・DSS：居波初子、山沢啓子、鈴木リサ、長坂真由美、竹島祐子、奈良里美、神保よしみ、伊村佳恵
  - ECG：辻根昌枝、宮前芳恵、吉本江里菜
  - CMフォーマット：高浜凌
  - 技術・ネットコーディネート：石塚友祐、城間将太、河村哲平、上野真二

汐留本社S3サブ放送本部
- - TD：渡邊佳寛
  - SW：吉田健治
  - 調整：佐久間治雄
  - 音声：大島康彦、赤池暢也
  - ECG：村松朋子
  - TK：坂本幸子

汐留本社リモートサブ
- - CGデザイン：柴田光敏、高澤広大
  - CG技術：狩野博貴
  - ディレクター：古門駿佑、松坂卓流、宮田恵将、講崎優也
  - コーディネーション：紀内良彦
  - MD：渋谷航平
  - TK：石島加奈子

嵐にしやがれ 24時間テレビ生スペシャル
- - ナレーター：立木文彦、林田尚親
  - チーフディレクター：鈴木和昭
  - ディレクター：川上渡、松尾郁弥
  - SW：津野祐一
  - カメラ：伊藤孝浩
  - MIX：亘美千子
  - VE：三崎美貴
  - 照明：名取孝昌
  - 美術：葛西剛太
  - デザイン：北村春美
  - 大道具：田中庸之
  - 電飾：佐藤勉
  - 小道具：米山幸市
  - 音効：鶴巻香奈
  - デスク：津下佳子、小原麻実
  - AP：塩水可菜子、平山美由紀

二宮和也のあの人に会いたくない
- - プロデューサー：藤澤季世子、宇和川隆、黒岩敏一
  - ディレクター：中村文彦、小倉寛太、長谷部雄人、細川祐子
  - SW：渡辺滋雄
  - CAM：伊藤孝浩
  - MIX：藤岡絵里子
  - VE：飯島友美
  - TK：山岸由佳、春日千佳子
  - 音効：高取謙

人と人と表現の自由!真夜中の生しゃべくり007
- - ナレーター：ラルフ鈴木（日本テレビアナウンサー）
  - 演出：藤森真実
  - プロデューサー：木下俊、山脇由紀子、佐藤理恵、石原由季子
  - SW：米田博之
  - カメラ：日向野崇
  - 照明：久米野高央
  - MIX：中村宏美
  - VE：古手川大
  - 美術：山本澄子
  - TK：大岡伸江
  - 音効：小平英司
  - 電飾：篠田喜透
  - 大道具：永瀬雅俊
  - 小道具：大久保俊彦
  - デスク：阿部絵里子
  - 制作進行：今成直人
  - AP：杉本朋子、杉本ルリ子、松原由希香、今村真乃美
  - ディレクター：岩本智也、伊藤航、竹田卓将、飯塚翔

人と人チャレンジ
- - ナレーター：服部伴蔵門
  - プロデューサー：森俊憲、影山幸子、村越多恵子、海老名和香
  - ディレクター：西本幸平、春山正宏、田中克弥
  - 制作進行：矢吹竜也、柳田翼

人と人 ともに国技館へ 24時間駅伝
- - ナレーター：林田尚親
  - 移動車TD/VE：橋詰聖仁
  - 定点中継TD：加藤大助、小澤俊博
  - MR-TD：夏越一徳、本間一美、高橋一徳
  - カメラ：今別府元気、岡本卓也、池田亮、山下真司
  - SW：八木原輝
  - MIX：村元天峰
  - マイクロ：飯島優也
  - ドライバー：山本貴士、宮田雄一
  - デザイン：新貝香織
  - 大道具：小笠原憲仁、西脇夕希子
  - マラソンコーディネーター：比企啓之、中川修一、佐藤成人、上北泰弘、田谷輝人、大穀敬太、川崎慶太、平田由香、梶原千愛、樺山こぬれ、安藤史織、川尻貴大
  - 制作進行：日下潤、小林祐一
  - マラソンデスク：田口美和子
  - サブコンコーディネーター：磯和伸明、木村将士
  - 中継コーディネーター：鴇田晴海
  - 距離CG：栁川雄洋
  - ディレクター：奥村竜、東海林大介、曽我翔、川名良和、坂谷侑子、辻正記、吉田尚行、竹内潤、吉田達哉、齋藤郁恵、長沼秀幸、平田里菜、橋村青樹、遠藤隼人、高野透矢、石井希和、中村慎吾
  - 演出：藤井良記、有田駿介
  - プロデューサー：廣瀬由紀子、渡邊文哉、小川明人、田辺わたる、笠間有美、阿河朋子、朝倉康晴、木村優子、荻原伸之

難病の少年が挑む スイス・アルプス登山
- - ナレーター：平野義和
  - 演出：宮森宏樹
  - プロデューサー：伊藤茉莉衣
  - ディレクター：小野寺健、藤野研介、石井和章、北見大地
  - TM：保刈寛之
  - TD/SW：鎌倉和由
  - VE：沼田広美
  - 映像プラン：岡田直記
  - 音声プラン：清水新太郎
  - カメラ：出野裕史、石井邦彦、星勇次、石渡裕二、門谷優、米澤嘉浩
  - 音声：板橋翔、安楽修平、中越興士郎
  - AP：池田供子
  - コーディネーション：円城寺剛
  - 編集：オムニバス・ジャパン
  - 音効：保苅智子

イッテQ!遠泳部 錦江湾横断遠泳
- - ナレーター：立木文彦、真地勇志
  - TD：鈴木雄仁
  - マイクロプラン：船越正道
  - 音声プラン：櫻田勝博
  - 船TD/SW：高橋尚志
  - 船カメラ：原島伸光、今井健太、山田大輔
  - 船音声：藤雅樹、小澤太、西村優輝
  - 船VE：藤原将展
  - 船マイクロ/VE：小野敏之
  - 水中カメラ：深谷裕也
  - 船マイクロ：大森弘幸、馬場雄太、蔭山友紀子
  - 熊本県民テレビ：小崎諭、渡邉浩之、宮崎洋佑、大田洋通、翁長司、樋口英則、畠中志郎、岡田盾、川筋将治
  - 福岡放送：瀧下郁之、男澤進、角田至、岸田健史、小車信嘉、横山敦樹
  - 鹿児島読売テレビ：半下石修
  - ゴールSW：村田陸彦
  - ゴール音声：小池隆
  - ロケカメラ：芳川和也
  - ロケ水中カメラ：小谷智士
  - 撮影協力：ジール、オーシャンナビ、館山リゾートホテル、館山ダイビングサービスSARA
  - ディレクター：佐藤智之
  - AP：吉澤枝里子、高橋容子
  - 中継ディレクター：松居哲朗、松本和将、西村明浩、伊崎晃人、松崎秀峰
  - プロデューサー：合田伊知郎、輿石将大、吉村真人
  - 演出：猪股由太郎

令和ニッポン ダーツの旅的全国1億人インタビュー
- - ナレーター：真地勇志
  - プロデューサー：江尻直孝、須藤大介
  - ディレクター：森田隆行、大石正通、田野辺陽平、松本尚也、浅井康史、角尚紀
  - AP：海老澤友美子

天まで響け!復興の和太鼓
- - ナレーター：湯浅真由美
  - 演出：渡辺春佳
  - プロデューサー：宮崎慶洋、二瓶朱美、山田美穂
  - ディレクター：相田貴史、笠間崇、大川広志、大矢啓太
  - 太鼓指導：千葉響
  - 協力：青い鯉のぼりプロジェクト
  - AP：濱本理子
  - TD：阿部和彦
  - SW：小林宏義
  - カメラ：東武志、小松崎洋平、日野尊澄
  - MIX：佐々木学
  - ドローン：加藤毅
  - PA：長田晃彦
  - クレーン：小笠原康人、笠原統、影山龍之介、金居誠人
  - 照明：谷田部恵美
  - ENGカメラ：磯野伸吾
  - ENG音声：市川未菜
  - 技術協力：宮城テレビ放送、東北共立、イメージスタジオ109

大野智が義足の少女を応援 100人ダンス
- - ナレーター：林田尚親
  - ディレクター：水沼保和、塚本拓幸
  - プロデューサー：萩原朋子

あなたの会いたい人
- - ナレーター：貫地谷しほり、森富美（日本テレビアナウンサー）
  - ディレクター：増田雄太、加藤昌義
  - プロデューサー：中條直子
  - カメラ：川島孝夫、本多絵夢、後藤佑喜
  - AP：河野稔之
  - 調査協力：株式会社MR

有働が見た父と子をつなぐ「きずな」
- - ナレーター：槇大輔
  - プロデューサー：岩田真奈美、山下仁志
  - ディレクター：福田逸平太、内出有布
  - AP：袴田有美
  - PA：荒川祐介

羽生結弦と松任谷由実 共演企画
- - ナレーター：窪田等
  - プロデューサー：横澤俊之、大越理央
  - ディレクター：星野克己、三原大輔
  - PD：海老澤明子
  - 報道P：渡辺照生
  - 制作進行：清千里
  - TD：松野史
  - カメラ：浅田昇、南亮輔
  - VE：郡一正
  - AUD：吉田励
  - MIX：大越克人、山村忠稔
  - クレーン：米窪康成、島田暁、坂本周平
  - 照明：藤山真緒、松村裕文

日本全国復活ズームイン!!朝!
- - ナレーター：三村ロンド、槇大輔
  - 演出：八重沢亮、高井健司
  - 札幌テレビ放送：菅本祐太
  - 福島中央テレビ：藤田潮
  - 静岡第一テレビ：松本直也
  - 広島テレビ放送：長通麻弥
  - 山口放送：田村康夫
  - 長崎国際テレビ：伊折純香
  - SW：村松明
  - CAM：西阪康史
  - 調整：塩原和益
  - MIX：寺田恭子
  - 照明：大川俊行
  - 音効：島野高一
  - 美術：滋田由布子
  - 大道具：山田俊広
  - プロデューサー：酒井基成、矢野尚子、平井杏奈、碓田千加志、坂本水奈
  - ディレクター：辰巳洋平、松島大悟、伊藤光明、本山崇、佐藤信也、嶋崎良介、加納嗣大
  - ウィッキー中継：藤田正和、中出到
  - AP：大嶋麻由、古和田早紀

亡き小出義雄監督が高橋尚子に贈った言葉
- - ナレーター：窪田等
  - 演出：高橋淳
  - プロデューサー：村田聡子
  - ディレクター：飯塚淳一、房安貢生

IKKOの人生を変えた「人」
- - ナレーター：林田尚親
  - プロデューサー：飯髙昌宏
  - ディレクター：三木茜

櫻井と11年前に出会った難病の少年は今…
- - ナレーター：櫻井翔
  - ディレクター：山田正尚
  - プロデューサー：高島良子
  - カメラマン：岸賢俊
  - 音効：堺慶史郎
  - 音声：磯一貴
  - 編集：鴨下勇希
  - MA：柳智隆

聖火台に命を捧げた親子の物語
- - ナレーター：イモトアヤコ、槇大輔
  - ディレクター：鈴木麻衣子
  - プロデューサー：一瀬あいみ

義手の野球少年 夏の挑戦
新たな時代・令和のテクノロジー
- - ナレーター：佐藤賢治
  - プロデューサー：吉無田剛、河野安治
  - ディレクター：山井貴超、栗原憲也、高橋久直、石川亮介
  - AP：小野木里穂

東日本大震災から8年…「風の電話」
- - ナレーター：窪田等
  - プロデューサー：向山典子
  - ディレクター：池田翔

しずちゃんと優しい鬼
- - ナレーター：山里亮太（南海キャンディーズ）
  - プロデューサー：小嶋清美、津留正宏
  - ディレクター：藤重道治

嵐×高校生ブラスバンド甲子園
- - ナレーター：服部伴蔵門
  - ディレクター：比嘉智樹、宮本将孝、山下達磨
  - プロデューサー：山崎みみ

浅田真央が伝える 子どもたちにできること
- - ナレーター：真地勇志
  - プロデューサー：黒川こず枝
  - ディレクター：鈴嶋直子

ひらけ夢の野球大会
- - ナレーター：真地勇志
  - 演出：黒石岳志、五歩一勇治
  - プロデューサー：小林拓弘、大橋あり
  - ディレクター：伊澤翔太、小田葉月、金光豪
  - カメラ：角田至、千葉譲司
  - 音声：横山敦樹
  - 技術協力：西日本映像

人と人がつなぐ 新しいバリアフリーの形
- - ナレーター：松本潤
  - ディレクター：尾之上祐太、牧野郁人

進め大野丸!釣って潜って学ぶ海洋問題
- - ナレーター：大野智
  - プロデューサー：原田里美
  - ディレクター：川俣和也、清水奈津子

謎解きブームの仕掛け人 松丸亮吾
- - ナレーター：湯浅真由美
  - 演出：吉川真一朗
  - ディレクター：高木佳織、飛田真也
  - プロデューサー：森亜希子
  - AP：池田千草

二宮と11年前に出会った少年は今…
- - ナレーター：杉上佐智枝（日本テレビアナウンサー）
  - プロデューサー：柴田雅美
  - ディレクター：小室圭子、大平祥子
  - 技術協力：株式会社ビデオウイング

高校サッカーロッカールーム 恩師の言葉
- - ナレーター：窪田等
  - ディレクター：藤本直樹

半身まひとなったの少女のひと夏の挑戦
- - ナレーター：櫻井翔
  - ディレクター：早田翔
  - AP：斉藤詠美
  - カメラ：三浦貴広
  - 編集：橋本治
  - MA：佐渡吉志

黒柳徹子が母校・東京音大生コラボで大合唱
- - ナレーター：石井正則
  - プロデューサー：佐藤俊一、中島小恵理
  - 演出：内田秀実
  - ディレクター：本田拓也、財津猛、八島崇行、町田亘、小野亮太
  - 編集：佐々木智司
  - MIX：岡原正人
  - 音効：岡田淳一
  - AP：後藤清美
  - カメラ：江沢崇

チャリティー笑点
- - 統轄プロデューサー：宮本誠臣
  - プロデューサー：福田一寛、飯田達哉、大畑仁
  - ディレクター：高木裕司、福田拓也
  - SW：宮崎和久
  - カメラ：赤澤知弘
  - 照明：小川勉
  - 音声：中山貴晴
  - 音効：宮川素子
  - 電飾：平ノ内厚夫
  - 美術：櫻場千尋
  - 大道具：田村佳久
  - 小道具：佐々木洋平
  - メイク：外山奈津子
  - 衣裳：栗田佐智子
  - 集客：久住亮二、広畑尚哉
  - 協力：越智有紀子
  - AP：山口裕之、奥山知美、小森佳代

相葉雅紀とアスリートたちの共演
- - ナレーター：林田尚親
  - プロデューサー：森下典子
  - ディレクター：加藤健太
  - AP：大塚明、松本花野、山中里桜
  - パフォーマンス監修：enra

白血病と闘う2歳の双子
- - ナレーター：水卜麻美

遠藤憲一の俳優人生を変えた 3人の恩人
- - ナレーター：佐藤政道
  - ディレクター：長井香織、大原正也
  - プロデューサー：小島俊一

浅田真央と耳の不自由な子どもたち タップダンス企画
- - ナレーター：真地勇志
  - ディレクター：武井正弘、吉村彰人
  - プロデューサー：伊藤英恵、佐藤友美

両国・国技館
- - TD：中島和真
  - 音声プラン：原秀彰
  - SW：安藤康一、中村哲也、荻野高康、北折雅人
  - カメラ︰大庭茂嗣、岩永雄允、早川智晃、田代義昭、佐藤裕司、矢作陽一、高野信彦、茅野竜徳、蔦佳樹、小野寺裕太、井筒栄佑、小野澤徳人、高木亮、横田将宏、山内剛、高松里恵、伊勢本活敬、木藤和久、福田伸一郎、下谷哲生、島田佳奈、小林沙祐里
  - 音声︰小原正広、鈴木裕美、池田祐一郎、杉村理紗、宮内貞、松村美緒、白水英国、滝口祐造、加賀金重郎、高木哲郎
  - 調整︰吉﨑慶、石野太一、鈴木昭博、川平貴之、田邉仁美、児玉大輔、片山雄斗、小澤郁彌、上野豊
  - 音楽効果：西谷香澄、村上義行、岡崎宏
  - 照明：小笠原雅登、大矢晃、志村紀幸、掛橋司、岩井千知、長谷川剛史
  - 美術プロデューサー：栗原和也
  - デザイン：波多野真理、北原龍一、熊崎真知子
  - 設営︰石原隆、金丸真土
  - 大道具︰下吉克明、鷲嵜季映
  - 特殊効果︰内山栄一
  - 電飾︰冨田仁、黒澤裕之
  - CG︰市川元信
  - アクリル装飾︰松本健、山田隼人
  - 花装飾︰鈴木晴美
  - 小道具︰徳重健吾、増田貴之
  - メイク：奥松かつら
  - VTR出しディレクター：高橋篤史、齋藤彰
  - ステージング：MIKO、坂田圭司
  - TK：中村ひろ子、矢島由紀子、桜井えみこ、田中彩、山際慎子
  - 編曲：しかたたかし、たかしまかんた
  - オーディオコーディネーター：鳥飼弘昌
  - 演奏：ガッシュアウト、フェイスミュージック
  - コーラス：日テレ学院、フィジー、ミュージッククリエイション
  - 手話コーラス隊：日本テレビ小鳩文化事業団
  - 日テレ学院コーラスコーディネーター：飯田啓之、増田康恵
  - 番組取材プロデューサー：沢田健介、久道恵
  - ゲストフォロー：岩崎小夜子、高松明央、篠田雅美、高尾あずみ、藤田春季、加藤晋也
  - フロアディレクター：舟澤謙二、長谷川賢一、氣賀澤宏隆、高橋康之、宇津浩二、稲元雅俊、川島啓史、吉田雄太郎、宮本勇佑、上野詩織、佐々木万由子、中川ゆりや、田中もも、池田久仁、松本美咲、池山愛菜、大納啓汰、黒川勝功、小林瑤一朗、榊原真由子、米永圭祐、渡邊菜月、藁科啓
  - ケータリング：野崎麻由美、石塚理、久原園子、高橋幸浩、大澤清吾
  - 国技館コーディネーション：内藤智子、光岡裕子、脇阪真琴、鈴木涼介、佐々木有雅、山崎李奈、木内佳乃子
  - プロデューサー：笹部智大、國谷茉莉、末延靖章
- 協力：公益財団法人 日本相撲協会
- 制作協力：IVSテレビ制作、アガサス、AX-ON、アンメック、いまじん、えすと、オリオンクルー、極東電視台、クリエイティブ30、コール、これから、コスモ・スペース、ゴッドキッズ、ザイオン、ザ・ワークス、ジッピー・プロダクション、仁プロデューシング、厨子王、スパイスファクトリー、創輝、ソリスプロデュース、DAYDREAM、東阪企画、日企、日テレイベンツ、フォアキャスト・コミュニケーションズ、パッション、ブームアップ、モスキート、ユニオン映画、ランナーズ・ウェルネス、ロール・ワン
- 構成：桜井慎一、ヒロハラノブヒコ、川上トリオ、木南広明、林田晋一、アリエシュンスケ、利光宏治、成瀬正人、石塚祐介、大谷裕一、橋本大介、大久保政男

24時間テレビ事務局
- - 事務局長：若月秀宏
  - 事務局：反町礼、高見俊彰、武井実、市嶋文裕、梅村由紀、岩久みか、吉本由奈、増沢敏幸
- ボランティア本部：柚木洋彦、西倉渚沙、君島里江子 全国のボランティアの皆さん、草の根チャリティーネットワーク
- 制作進行：東原祐子、西村友美
- 制作：岡部智洋、松本達夫/森實陽三、小林景一
- 国技館企画ディレクター：市川隆、前川瞳美、須原翔
- 国技館ディレクター：渡邊友一郎、原司、久木野大、藤戸星妃、新井万季、大井章生、小松正樹
- 汐留本社S1サブディレクター：山下聖司、伴在正行、冨永琢磨、渡辺邦宏、井上将司、蒲龍太郎
- S1サブ演出：髙橋利之、清水星人、上利竜太、橋本和明
- 全体進行：斉藤寿
- プロデューサー：滝澤真一郎
- 国技館演出：石﨑史郎
- 総合プロデューサー：江成真二
- 総合演出：古立善之
- チーフプロデューサー：道坂忠久
- 制作指揮：山田克也
- 製作著作：日本テレビ